# Битка при Некмирж
Битката при Некмирж се състои през зимата на 1419 г. при едноименния замък недалеч от Пилзен. Сражението е резултат от опита на бохемските католически лоялисти да пробият обсадата на замъка, установена от войниците на хуситския хейтман Ян Жижка. Пилзен е център на католическата романистка съпротива по време на Хуситските войни.
Въпреки че са по-малобройни и изненадани в тил, хуситите удържат обсадата благодарение на тактическия гений и търпение на Жижка. Реформаторският пълководец успешно премахва предимството на конните рицари на Бохуслав Швамберкски, като организира мобилна фортификация с бойните си фургони. Под тяхна защита хуситите обстрелват с огнестрелно оръжие тежката конница, която не успява да изпълни иначе наглед лесната си задача да разпилее нетренираната и малочислена пехота на въстаниците. Битката приключва със загуба и отстъпление на католическите рицари, а Ян Жижка придобива героичен статус.
- Рисунка на хуситска мобилна фортификация,
датирана от XV век
- Модел на хуситски боен фургон,
Худов, Гливишки окръг, Полша